# Pinocchio's Daring Journey
Pinocchio's Daring Journey is een darkride in de attractieparken Disneyland Park in Parijs, Disneyland Park in Anaheim en Tokyo Disneyland en staat in alle parken in het themagebied Fantasyland. De attractie is gebaseerd op de Disney-film Pinokkio uit 1940.

## Geschiedenis
Afhankelijk was het plan om de attractie in 1976 te openen met een andere opzet. Dit plan werd in de koelkast geplaatst, waarna een vernieuwd plan voor een darkride met als thema Pinokkio opgenomen werd in het ontwerp van Tokyo Disneyland. Deze opende in 1983.  Het was de eerste Disney-attractie waar gebruik wordt gemaakt van hologrammen.

## Rit
Alle drie de ritten in de verschillende locaties zijn vrijwel identiek aan elkaar. Er zijn kleine verschillen in de decoratie.
De rit begint in een theater waar drie poppen aan het dansen zijn, waaronder Pinokkio. Vervolgens rijden de bezoekers een ruimte in waar diverse poppen in kooien opgesloten zitten. In dezelfde ruimte is poppenspeler Stromboli aanwezig. Hierna rijdt het voertuig naar de entree van de kermis, genaamd Pleasure Island, toe en komen daarbij Japie Krekel tegen. Nadat het voertuig door de kermis is gereden is te zien dat een bezoeker in een geit veranderd is. Een stuk verderop zitten een aantal geiten in kooien. Hierna rijdt het voertuig langs een walvis en is Gepetto te zien die op zoek is naar Pinokkio. De rit vervolgd door een sprookjesachtig dop, waarna men de woning van Gipetto inrijdt. Hier is te zien dat een fee Pinokkio tot een mens getoverd heeft. Gipetto en Japie Krekel staan naast hem. Het voertuig rijdt verder door de woning om bij het station uit te komen.

## Locaties

### Tokyo Disneyland

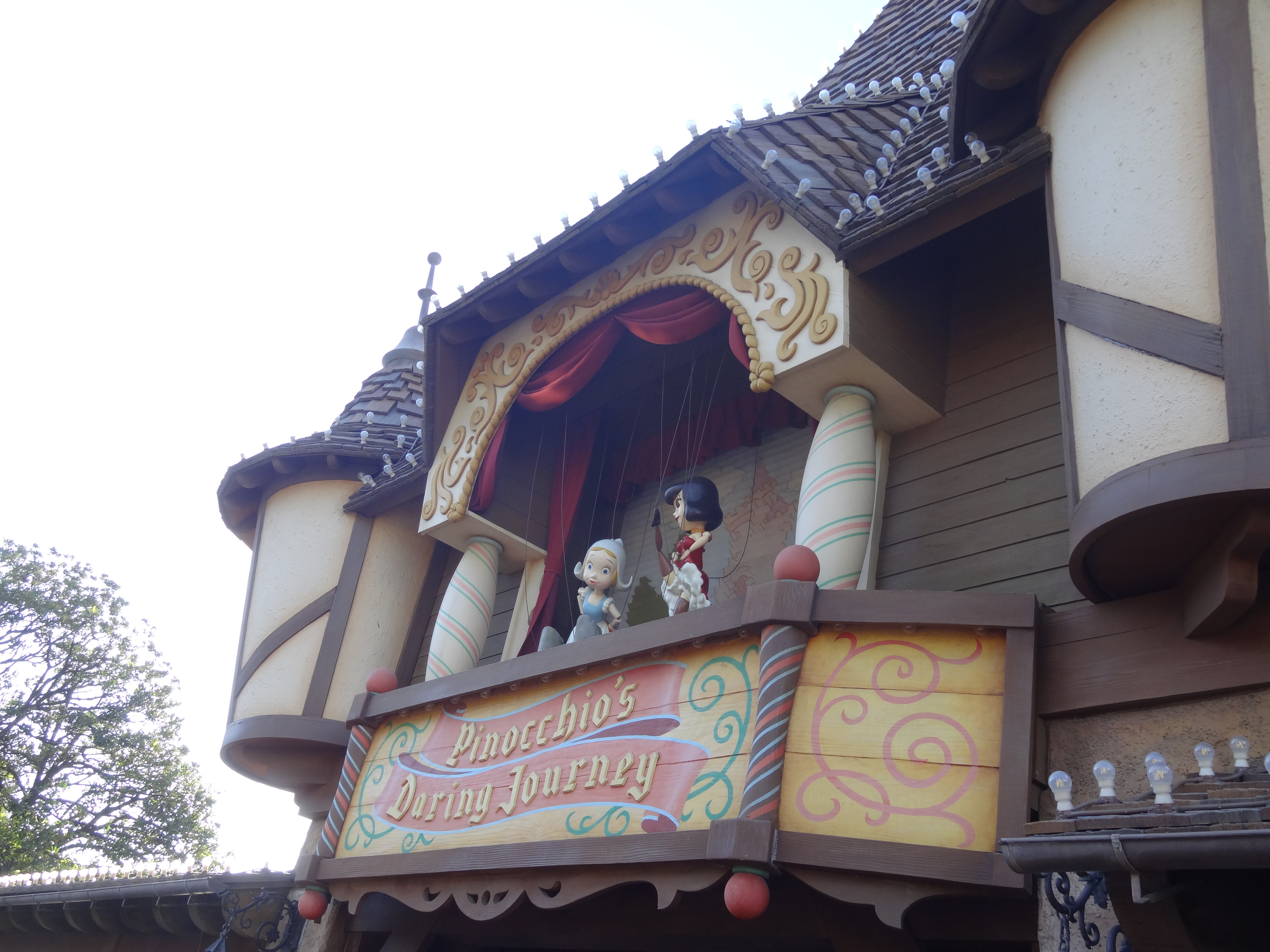
Entree in Tokyo Disneyland

In Tokyo Disneyland opende de eerste versie van de attractie op 15 april 1982 tezamen met de rest van het park. De rit in de darkride duurt drie minuten. Per voertuig is er plaats voor vier personen,

### Disneyland Park (Anaheim)
In het Disneyland Park in Anaheim werd de tweede versie van de attractie geopend op 23 mei 1983. De drie minuten durende rit verving daarmee Mickey Mouse Club Theater. Per voertuig is plaats voor vier personen.

### Disneyland Park (Paris)
De derde en laatste versie opende onder de naam Les Voyages de Pinocchio in het Disneyland Park in Parijs op 12 april 1992, tezamen met de rest van het park. Langs de circa drie minuten durende rit komen bezoekers langs twaalf verschillende scènes. De personages in deze darkride spreken alleen Frans. Deze versie is qua oppervlakte kleiner dan de versies in andere parken, omdat volgens de Franse bouwvoorschriften dikkere muren verplicht zijn dan in de andere parken. Per voertuig is er plaats voor zes personen.
Disneyland Paris · Lijst van attracties in Disneyland Park · Le Château de la Belle au Bois Dormant · afbeeldingen
Walt Disney World Resort · Cinderella Castle · Lijst van attracties in Magic Kingdom · Afbeeldingen
Tokyo Disney Resort · Lijst van attracties in Tokyo Disneyland · Cinderella Castle · afbeeldingen
Disneyland Resort · Lijst van attracties in Disneyland Park · Sleeping Beauty Castle · afbeeldingen